# Serracarbassa
Serracarbassa és una masia tradicional amb teulada a dues aigües del terme municipal de Sant Quirze Safaja, al Moianès. És notable per la seva arquitectura, forma un conjunt amb Serratacó. Va ser reconstruïda el 1995. En una de les llindes hi ha la data de 1683. El primer esment escrit data del 1370. Entre les dues masies hi ha hagut una rivalitat i baralles, en les quals els de Serracabassa solien guanyar, segons una canço popular:
| «                | A Serratacó no tinguis por. A Serracarbassa, no en fagis massa | » |
| — cançó popular, |                                                                |   |

Està situada al nord-est del poble de Sant Quirze Safaja, a la part central de la Serra de Bernils. És en un altiplà a la dreta del torrent de l'Espluga, al nord-est de la Corona, al sud-oest de Barnils i al sud-est de la masia del Bosc, del veí terme de Castellcir. Al seu costat de ponent hi ha la masia de Serratacó. Entre les dues passa el Camí de Bernils.
S'hi accedeix pel Camí de Bernils, que surt del costat mateix de l'església parroquial de Sant Quirze Safaja, a l'extrem de llevant i més enlairat del poble, i s'adreça cap al nord-est pujant en amples revolts per anar a cercar l'extrem sud-oest de la Serra de Bernils i, des d'allí, seguir la carena de la serra. Així, en quasi 3 quilòmetres arriba a la masia de Serracarbassa.